# カリホルニウムの同位体
カリホルニウム(Cf)は安定同位体を持たない。そのため標準原子量を定めることはできない。

## 一覧
| 同位体核種 | Z(p)           | N(n)           | 同位体質量 (u)  | 半減期                  | 核スピン数 |
| 同位体核種 | 励起エネルギー | 励起エネルギー | 励起エネルギー  | 半減期                  | 核スピン数 |
| ---------- | -------------- | -------------- | --------------- | ----------------------- | ---------- |
| 237Cf      | 98             | 139            | 237.06207(54)#  | 2.1(3) s                | 5/2+#      |
| 238Cf      | 98             | 140            | 238.06141(43)#  | 21.1(13) ms             | 0+         |
| 239Cf      | 98             | 141            | 239.06242(23)#  | 60(30) s [39(+37-12) s] | 5/2+#      |
| 240Cf      | 98             | 142            | 240.06230(22)#  | 1.06(15) min            | 0+         |
| 241Cf      | 98             | 143            | 241.06373(27)#  | 3.78(70) min            | 7/2-#      |
| 242Cf      | 98             | 144            | 242.06370(4)    | 3.49(15) min            | 0+         |
| 243Cf      | 98             | 145            | 243.06543(15)#  | 10.7(5) min             | (1/2+)     |
| 244Cf      | 98             | 146            | 244.066001(3)   | 19.4(6) min             | 0+         |
| 245Cf      | 98             | 147            | 245.068049(3)   | 45.0(15) min            | (5/2+)     |
| 246Cf      | 98             | 148            | 246.0688053(22) | 35.7(5) h               | 0+         |
| 247Cf      | 98             | 149            | 247.071001(9)   | 3.11(3) h               | (7/2+)#    |
| 248Cf      | 98             | 150            | 248.072185(6)   | 333.5(28) d             | 0+         |
| 249Cf      | 98             | 151            | 249.0748535(24) | 351(2) y                | 9/2-       |
| 249mCf     | 144.98(5) keV  | 144.98(5) keV  | 144.98(5) keV   | 45(5) µs                | 5/2+       |
| 250Cf      | 98             | 152            | 250.0764061(22) | 13.08(9) y              | 0+         |
| 251Cf      | 98             | 153            | 251.079587(5)   | 900(40) y               | 1/2+       |
| 252Cf      | 98             | 154            | 252.081626(5)   | 2.645(8) y              | 0+         |
| 253Cf      | 98             | 155            | 253.085133(7)   | 17.81(8) d              | (7/2+)     |
| 254Cf      | 98             | 156            | 254.087323(13)  | 60.5(2) d               | 0+         |
| 255Cf      | 98             | 157            | 255.09105(22)#  | 85(18) min              | (7/2+)     |
| 256Cf      | 98             | 158            | 256.09344(32)#  | 12.3(12) min            | 0+         |

- #でマークされた値は、全てが純粋に実験値から算出されたものではなく、一部体系的な傾向から導き出された推定値を含んでいる。明確なデータが得られていない核スピンに関しては、かっこ書きで表記している。
- 数値の最後にかっこ書きで表記しているのは、その値の誤差を示している。誤差の値は、同位体の構成と標準の原子質量に関しては、IUPACが公表する誤差で表記しており、それ以外の値は、標準偏差を表記している。

## カリホルニウム252
カリホルニウム252（英：Californium252）はカリホルニウムの同位体である。カリホルニウム252は自発核分裂を行うため、中性子線源として原子炉の起動や中性子ラジオグラフィなど幅広い用途に利用される。

### 原子炉
カリホルニウム252の発見以前までは、ポロニウムやプルトニウムから放出されるα線をベリリウムに当てることでベリリウムから放出される中性子線を利用していた。
このような仕組みの中性子線源であるPo-Be、Pu-Be、Am-Cm-Be、Pu-Am-Beなどは、その性質上線源も容器も大きくなり、また多大な熱発生もあり、かつ非常に価格が高かった。
これに対してカリホルニウム252は、2mg以下でよく、熱発生も無視できるほどに小さく、また価格が妥当であった。このため、原子炉の起動用中性子線源としてはカリホルニウム252が主に使われるようになっていった。